# Turó de les Nou Cabres
El Turó de les Nou Cabres és un impressionant monolit rocós situat entre la Mola i els Òbits, amb la canal Fonda a la seva vessant nord-oest i la canal de Santa Agnès al sud-est. Es troba al municipi de Matadepera, a la comarca del Vallès Occidental, dins del Parc Natural de Sant Llorenç del Munt.
El cim està a 899,4 metres d'alçada, tot i que el mapa d'Alpina li asigna 909 metres. A dalt només es pot arribar mitjançant tècniques d'escalada, però des dels Òbits es pot tenir una visió aèria. Per la seva situació, envoltat d'altres turons i valls, es pot tenir una visió dels quatre costats del turó i a diferents alçades.